# Léo (département)
Pour les articles homonymes, voir Léo.
Pour la ville chef-lieu, voir Léo (Burkina Faso).
Léo est un département et une commune urbaine de la province de la Sissili, situé dans la région du Centre-Ouest au Burkina Faso.
En 2006, le dernier recensement consolidé comptabilisait 51 037 habitants.

## Villes et villages
Le département et la commune urbaine de Léo est composé d'une ville chef-lieu (données de population consolidées issues du recensement général de 2006) :
- Léo (totalisant 26 779 habitants), subdivisée en dix secteurs urbains :

- Secteur 1 (4 665 habitants)
- Secteur 2 (2 513 habitants)
- Secteur 3 (9 617 habitants)
- Secteur 4 (3 608 habitants)
- Secteur 5 (2 300 habitants)
- Secteur 6 (638 habitants)
- Secteur 7 (1 108 habitants)
- Secteur 8 (1 505 habitants)
- Secteur 9 (447 habitants)
- Secteur 10 (378 habitants)

et de dix-neuf villages ruraux (totalisant 24 258 habitants) :
- Bétiessan (498 habitants)
- Boutiourou (1 181 habitants)
- Djansia (432 habitants)
- Djantiogo (283 habitants)
- Don (1 491 habitants)
- Fido (962 habitants)
- Fien (461 habitants)
- Kayéro-Bo (2 119 habitants)
- Kayéro-Tio (1 360 habitants)
- Koalga (961 habitants)
- Lan (1 840 habitants)
- Nabliliessan (1 205 habitants)
- Nadion (1 707 habitants)
- Onliassan (1 869 habitants)
- Outoulou (2 351 habitants)
- Sanga (1 425 habitants)
- Sissily (2 704 habitants)
- Taga (937 habitants)
- Wan (472 habitants)